# Marathon (Arkadier)
Marathon (altgriechisch Μαραθών Marathṓn) war in der griechischen Mythologie ein Arkadier.
Er begleitete die Söhne des Tyndareos in den Krieg gegen Theseus. Er folgte den Weisungen eines Orakels und ging vor der eigenen Kampflinie in Stellung und opferte sich so selbst. Plutarch sagt, dass wegen dieser Tat die Stadt Marathon nach ihm benannt wurde, während Pausanias einen anderen Marathon, den Sohn des Epopeus, als Namensgeber angibt.